# Domaine nordique olympique de Crest-Voland Cohennoz – Les Saisies
Le domaine nordique olympique de Crest-Voland Cohennoz – Les Saisies est un domaine de ski nordique situé sur les stations de sports d'hiver des Saisies et de Crest-Voland Cohennoz, en Savoie.

## Géographie
Le domaine nordique est situé dans le Beaufortain et le val d'Arly, dans le massif du Beaufortain.
Le domaine est principalement organisé depuis la station des Saisies. Il est accessible par le télésiège de la Logère depuis la station-village de Crest-Voland ou celui du Cernix pour Cohennoz.
La station possède un micro-climat idéal pour l'organisation des sports nordiques.

## Présentation
Le domaine nordique se situe à 1 650 mètres d'altitude et est considéré comme parmi les plus hauts d'Europe.
Il s'organise autour de 17 tracés (15 pistes et 2 boucles sur le plateau de la Palette), 120 kilomètres de pistes variées, 1 stade de biathlon, 1 nordique park (zone d'initiation ludique gratuite), 1 jeu de piste pour les enfants. Le domaine possède également d'un pas de tir pour le biathlon.
La station a obtenu plusieurs des labels dont celui de « Site nordique ».
La station a accueilli les compétitions de ski de fond et de biathlon aux Jeux olympiques d'hiver de 1992. Six épreuves sont au programme : épreuve individuelle, sprint et relais par équipe, pour les femmes et pour les hommes. Elles sont disputées par 196 athlètes, 99 femmes et 116 hommes, représentant de  28 pays. L'Allemagne est la nation la plus médaillée avec l'obtention de sept médailles, dont 3 en or. La deuxième place des nations les plus médaillées revient à l'Équipe unifiée avec six médailles, dont deux en or. La dernière médaille d'or revient à l'équipe féminine française de relais.

## Pour approfondir